# ISO 639-3
ISO 639-3:2007, Codici per la rappresentazione dei nomi delle lingue - Parte 3: Codice Alpha-3 per una copertura completa delle lingue, è la terza parte dello standard internazionale per i codici delle lingue della serie ISO 639, un sistema elaborato per classificare tutti i linguaggi, tra cui anche tutte le lingue parlate del mondo, associando a ciascun linguaggio un codice identificativo unico. Lo standard è stato pubblicato dall'Organizzazione Internazionale per la normazione (ISO) il 1º febbraio 2007.
La terza sezione dell'ISO 639 è un indice che assegna codici di 3 lettere (alpha-3) a un vasto catalogo di linguaggi tra cui lingue moderne, antiche, estinte e persino artificiali, includendo anche dialetti e lingue riservate, per un totale di 7776 elementi. L'obiettivo è costruire un indice generale e il più dettagliato possibile che includa qualunque tipo di linguaggio naturale umano parlato nel mondo. La copertura linguistica estesa è stata basata principalmente sui codici linguistici utilizzati nell'Ethnologue (volumi 10-14) pubblicato da SIL International, che è ora l'ufficio di registrazione per ISO 639-3.
Questo nuovo codice perfeziona il lavoro fatto con la precedente versione ISO 639-2, completando e rettificandone la classificazione. L'ISO 639-3 è progettato per non entrare in conflitto con l'ISO 639-2 (per questo, tutti gli elementi presenti nell'ISO 639-2 sono dotati di un nuovo codice identificativo - ad eccezione delle famiglie linguistiche o collezioni di linguaggi, escluse dall'ISO 639-3 e reintrodotte solo nel più tardo ISO 693-5). Le combinazioni consentite dalla scelta di una codifica fatta di 3 lettere (alpha-3), permette di classificare un insieme vastissimo di linguaggi.
Originariamente erano previsti l'aggiornamento e la verifica annuale dei codici così redatti, al fine di affinare ulteriormente il lavoro di classificazione fatto.

## Sintassi della codifica
Ai linguaggi viene assegnato un codice di tre lettere seguito opzionalmente da due lettere che identificano rispettivamente l'ambito (scope) e il tipo (type).

### Ambito (scope)
- individual (I) linguaggio a se stante, indipendente
- macrolanguage (M) linguaggio che genera sottotipi evoluti
- collections gruppo di linguaggi strettamente imparentati tra loro
- reserved riservato per uso locale (da qaa a qtz)
- specials (S) riservato a situazioni indeterminate o multiple (und, mul e zxx)
- dialects versione derivante da un altro linguaggio

da notare che l'accezione -dialects- indica una variante linguistica e ISO applica alcuni criteri per identificare queste varianti che, tuttavia, non sono basati solo su criteri linguistici. Infatti sono state mosse diverse critiche a ISO proprio nel caso di definizione di linguaggi da includere come dialetti. Ad ogni modo occorre considerare che l'inclusione nell'ISO 693-3 non differenzia tra lingue o dialetti, più che altro la presenza nell'ISO 693-3 indica se un dialetto è una variante linguistica abbastanza definita per poter avere un proprio codice invece che essere aggregato in un altro linguaggio.

### Tipo (type)
- living (L) lingua attiva, usata come lingua madre da qualcuno in vita.
- extinct (E) lingua estinta, non più utilizzata
- ancient (A) lingua molto documentata ma estinta in tempi remoti
- historical (H) lingua dalla quale in tempi storici sono derivate una o più lingue
- constructed (C) lingua artificiale

da notare che per lingua -ancient- viene utilizzato un criterio di letteratura, scolarità e comunità parlante mentre per lingua -extinct- basta il criterio di intelligibilità

### Novità rispetto agli ISO 639-2 e ISO 639-1
L'ISO 639-3 rappresenta un tentativo di costruzione di un indice delle lingue assai più dettagliato, che come i precedenti tiene conto della letteratura prodotta nelle varie lingue, ma si differenzia nel cercare di rendere conto in maniera più articolata della situazione concreta delle lingue parlate. Le principali caratteristiche dell'ISO 639-3 sono:
- L'inserimento nell'indice di molte più macrolingue. Questo comprende sia nuovi elementi, che elementi già codificati in precedenza. Nello specifico, vi sono 56 elementi che nell'ISO 639-2 erano catalogati come lingua, e che nell'ISO 639-3 sono stati invece catalogati come macrolingua. Ciò fa sì che in determinati contesti un linguaggio, che in precedenza veniva considerato come semplice "dialetto" di una lingua ISO 639-2, secondo lo standard ISO 639-3 può esser considerato una lingua a sé stante.
- La differenza di trattamento riservata alle famiglie linguistiche, una cui prima indicizzazione era stata già intrapresa con l'ISO 639-2. Questi elementi sono stati totalmente esclusi dall'ISO 639-3, che si concentra esclusivamente su lingue e macrolingue. Le famiglie linguistiche sono re-indicizzate solo con il successivo ISO 639-5.

#### Esempio di ricodifica
- ISO 639-1: codici di 2 lettere corrispondenti alla prima generale classificazione delle lingue parlate e scritte del pianeta (codici come (IT) , (DE) , (FR) , eccetera).
- ISO 639-2: codici di 3 lettere corrispondenti a un primo tentativo di classificare lingue e famiglie linguistiche. Per la maggior parte superato dallo standard 639-3, sebbene sia stato largamente impiegato dai sistemi bibliografici (biblioteche).

| lingua        | codice 639-1 | Codice  | Traduzione  | codice 639-3 |
| ------------- | ------------ | ------- | ----------- | ------------ |
| Inglese       | en           | xve     | a sé stante | eng          |
| Tedesco       | de           | ger/deu | a sé stante | deu          |
| Arabo         | ar           | ara     | macrolingua | ara          |
| Arabo         | ar           | ara     | a sé stante | arb + altri  |
| Lingua cinese | zh           | chi/zho | macrolingua | zho          |
| Mandarino     | zh           | chi/zho | a sé stante | cmn          |
| Cantonese     | zh           | chi/zho | a sé stante | yue          |
| Min nan       | zh           | chi/zho | a sé stante | nan          |